# 스웨덴 배구 국가대표팀
스웨덴 배구 국가대표팀(스웨덴어: Sveriges landslag i volleyboll)은 스웨덴을 대표하여 국가대항전에 참가하는 배구 국가대표팀으로 스웨덴 배구 연맹에 의해 운영된다.